# 阿弗他口炎
阿弗他口炎，又稱复发性阿弗他口炎、口瘡、復發性口瘡、飛滋、痱滋、口内炎、口腔溃疡，是一种常见疾病，其特征是在其他健康个体中反复形成良性和非传染性口腔溃疡。非正式术语溃疡也被使用，主要在北美，它也可能指其他类型的口腔溃疡。原因尚不完全清楚，但涉及由多种因素引发的T细胞介导的免疫反应，可能包括营养缺乏、局部创伤、压力、激素影响、过敏、遗传易感性、某些食物、脱水或某些食品添加剂。
口腔溃疡周生，在发作之间完全愈合。在大多数情况下，单个溃疡持续约7-10天，溃疡发作每年发生3-6次。大多数出现在口腔的非角化上皮表面，即除附着的牙龈、硬腭和舌背以外的任何地方，尽管较严重的形式（不太常见）也可能涉及角化上皮表面。症状从轻微的滋扰到妨碍饮食。严重的形式可能会使人虚弱，甚至由于营养不良而导致体重减轻。
口腔溃疡很常见，在一定程度上影响了大约20%的普通人口。发病通常在儿童或青春期，通常持续数年后才逐渐消失。目前尚无治愈方法，皮质类固醇等治疗旨在控制疼痛，缩短愈合时间，减少溃疡发作的频率。

## 症状
阿弗他口炎患者没有可检测的全身症状（即口腔外）。一般来说，症状可能包括前驱感觉，如烧灼感、瘙痒感或刺痛感，可能在任何病变出现前数小时出现；疼痛，这往往与溃疡的程度不成比例，并因身体接触而恶化，尤其是与某些食物和饮料（如果它们是酸性或研磨性的）。溃疡最初形成后的几天疼痛最严重，然后随着愈合的进展而消退。如果舌头上有病变，说话和咀嚼可能会不舒服，软腭、喉咙后部或食道上的溃疡可能会导致吞咽疼痛。症状仅限于病变本身。
溃疡发作通常每年发生3-6次。严重疾病的特点是几乎持续的溃疡（新的病变在旧的病变愈合之前发展），并可能导致衰弱的慢性疼痛和干扰舒适的饮食。在严重的情况下，会阻止足够的营养摄入，导致营养不良和体重减轻。
阿弗他溃疡通常以红斑（黏膜的红色扁平区域）开始，发展为溃疡，溃疡表面覆盖着黄灰色的纤维蛋白膜，可以刮掉。溃疡周围有一个红色的“光环”。溃疡形成的大小、数量、部位、愈合时间和发作间隔均取决于阿弗他口炎的亚型。

## 病因
原因尚不完全清楚，但被认为是多因素的。有人认为，阿弗他口炎不是一个单一的实体，而是一组具有不同原因的病症。多项研究试图确定致病微生物，但阿弗他口炎似乎是非接触传染、非感染和非性传播的。黏膜破坏被认为是T细胞（T淋巴细胞）介导的免疫反应的结果，该免疫反应涉及白细胞介素和肿瘤坏死因子α（TNF-α）的产生。肥大细胞和巨噬细胞也参与其中，与T细胞一起分泌TNF-α。当对早期阿弗他溃疡进行活检时，组织学表现为密集的炎性浸润，其中80%由T细胞组成。阿弗他口炎患者的循环淋巴细胞也与热休克蛋白65-60的肽91-105发生反应，阿弗他口炎患者外周血中CD4+T细胞与CD8+T细胞的比率降低。
阿弗他口炎与其他自身免疫性疾病有关，即系统性红斑狼疮、白塞病和炎症性肠病。在大多数患者中未检测到常见的自身抗体，随着年龄的增长，病情往往会自发缓解，而不是恶化。
关于T细胞介导的粘膜破坏机制的证据很充分，但这一过程的确切触发因素尚不清楚，并且被认为是多方面的，并且因人而异。这表明有许多可能的诱因，每个诱因都能够在不同的亚群中产生疾病。不同的亚组似乎有不同的病因。可以分为三大类，即原发性免疫失调、粘膜屏障减少和抗原敏感性增强状态。阿弗他口炎的危险因素有时也被认为与宿主有关或与环境有关。

### 免疫
至少40%的阿弗他口炎患者有阳性家族史，表明一些人在遗传上易患口腔溃疡。HLA-B12、HLA-B51、HLA-Cw7、HLA-A2、HLA-A11和HLA-DR2是与阿弗他口炎相关的人类白细胞抗原类型的示例。这些HLA类型与疾病的相关性不一致，也因种族而异。有阿弗他口炎阳性家族史的人倾向于发展成更严重的疾病，并且比典型年龄更早。

## 預防
良好的口腔衛生可降低口腔潰瘍的發生率，此外攝取維生素B12、鐵、鋅與葉酸也有一定效果。若口腔潰瘍有明顯可避免的誘發主因，如不合嘴形的假牙或牙箍、食物過敏、刷牙用力過度等，避免這些誘因能從根本上減少口腔潰瘍的復發。但絕大多數的口腔潰瘍是不經意的口腔創傷造成的，如食物刺傷、牙齒誤咬等，針對這種誘因的預防並不實際。

## 治療
一般的口腔潰瘍即便不予以治療依然會於七至十四天內自行痊癒而不留疤痕，但對症治療可以舒緩患處疼痛或不適，並遏止潰瘍再受細菌感染，這些治療可以包括硝酸銀藥水、口內類固醇藥膏、抗菌漱口水和止痛藥等。如果超過三週而未痊癒，應尋求醫師協助。

## 外部連結
- 维基学院中的相關學習文章：Oral ulceration
- 中的“阿弗他口炎”

- 医学主题